# Adarnassé IV
Adarnassé IV (ადარნასე IV ; mort en 923), ou Adarnassé II, est un monarque géorgien de la dynastie des Bagratides qui règne à la fin du IXe siècle et au début du Xe siècle. Fils du curopalate David Ier d'Ibérie, il gouverne comme duc de Tao inférieur (881-923), roi des Géorgiens (888-923) et curopalate d'Ibérie (891-923) et rétablit la monarchie géorgienne en 888, plus de trois siècles après l'abolition du royaume d'Ibérie par la Perse sassanide.
Il succède à son père sur le duché de Tao inférieur, une marche aux frontières entre Byzance et la Transcaucasie, quand celui-ci est assassiné par Narsès Mampali en 881. Quand celui-ci se met en tête d'une force d'invasion byzantine pour envahir le Caucase, Adarnassé le défait en 888 et devient le premier souverain à prendre le titre de « Roi des Géorgiens », afin de signaler son indépendance de l'empire byzantin. Avec l'aide de l'Arménie voisine, il consolide son pouvoir et obtient le contrôle sur la Karthli, ainsi que la reconnaissance byzantine en 891 après avoir tué Gourguen Ier. Le règne d'Adarnassé IV est marqué par un changement de l'orientation politique de la Géorgie, qui quitte la sphère d'influence byzantine pour rejoindre l'Arménie et, par extension, un califat abbasside en déclin. Ainsi, le roi s'implique souvent dans les affaires intérieures de l'Arménie et aide le roi Smbat Bagratouni à consolider son propre pouvoir.
Une guerre contre l'Abkhazie pro-byzantine en 904 voit un Adarnassé puissant qui tente d'annexer la Géorgie occidentale, menant à une division avec l'Arménie. Ce conflit diplomatique escalade vers une guerre ouverte en 905, une tentative d'assassinat sur Smbat Bagratouni, et le refus d'Adarnassé de venir en aide à l'Arménie lors de l'invasion sajjide d'Yusuf Ibn Abi'l-Saj, une invasion qui culmine avec la mort de Smbat en 914. Dans les dernières années de son règne, il change de nouveau son alliance géopolitique et s'allie à Byzance pour placer Achot II sur le trône arménien.
Adarnassé IV (aussi connu comme Adarnassé II en tant que souverain du Tao) est le fondateur du royaume des Géorgiens, l'État précédant le royaume de Géorgie jusqu'en 1008, et l'ancêtre direct des Bagrations qui gouvernent la Géorgie jusqu'au XIXe siècle.

## Biographie

### Jeune duc

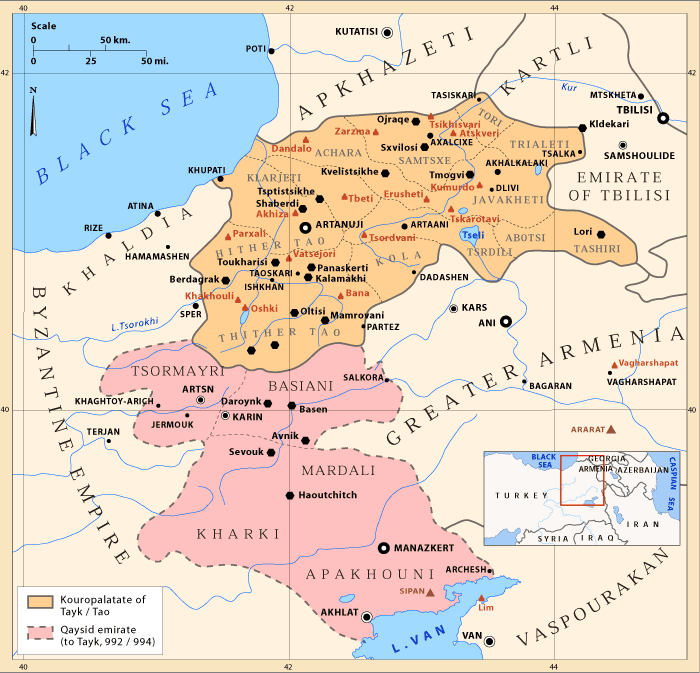
Carte du Tao

Adarnassé Bagration est né dans la seconde moitié du IXe siècle,, seul fils connu du curopalate David Ier, souverain d'Ibérie depuis 876. Son père est formellement un sujet de l'Empire byzantin, comme le suggère son titre conféré par l'empereur Basile Ier, et gouverne les terres géorgiennes de Tao et d'Ibérie, faisant de lui le dirigeant d'une grande partie des terres géorgiennes pendant cinq ans. Celui-ci profite des campagnes de Byzance vers l'Italie pour affirmer son indépendance et s'allie ainsi avec Achot Bagratouni, gouverneur de l'Arménie voisine, et le Califat abbasside dans une stratégie diplomatique risquée,. En 881, à l'instigation de Byzance et du puissant noble Liparit Baghvachi,, un conflit éclate entre David et Narsès Mamphali, un jeune cadet de la dynastie des Bagrations. David est assassiné et Narsès capture ses territoires.
Liparit Baghvachi et Achot d'Arménie parviennent à expulser Narsès, qui prend refuge à Constantinople, autorisant le jeune Adarnassé de succéder à son père en tant que duc de Tao inférieur. Byzance refuse de le reconnaître comme aîné des Bagrations et donne le titre de curopalate à son cousin Gourguen, continuant la politique romaine de diviser la balance de pouvoir en Transcaucasie, mais avec la raison officielle étant le jeune âge du nouveau duc. Adarnassé inaugure son règne en faisant construire la cathédrale de Bana (Şenkaya moderne en Turquie) avec l'aide de l'architecte Kviriké, qu'il nomme par la suite comme premier évêque de Bana,. Malgré le fait que les domaines d'Adarnassé au sud du Tao sont à la frontière de l'Empire byzantin, il poursuit une politique largement indépendante,.

### Victoire sur Byzance
En 884, Achot Bagratouni se fait couronner comme roi d'Arménie, déclarant son indépendance vis-à-vis de Byzance et son alliance avec le Califat abbasside. Cela pousse Constantinople à lancer une invasion de la Transcaucasie pour rétablir son ordre et en 887, le prince Bagrat Antchabadzé, en exil en Grèce depuis l'assassinat de son oncle Démétrius II d'Abkhazie, envahit avec une marine byzantine la côte géorgienne de la Mer Noire, tue l'usurpateur qui règne à sa place et se fait proclamer roi d'Abkhazie, retournant ce royaume sous le contrôle de l'empire. En 888, Nasrès débarque à son tour en Abkhazie afin d'envahir l'Ibérie avec des troupes abkhazes.
Après avoir ravagé de nombreuses provinces géorgiennes sans forte opposition, Narsès, renforcé par des nobles locaux le chef tribal ossète Baqarat, s'en prend au Samtskhé et au Tao. Adarnassé prend la tête d'une résistance et est rejoint par Achot d'Arménie, le curopalate Gourguen, et Liparit Baghvachi mais ses troupes restent considérablement moins nombreuses que les forces pro-byzantines. Les deux armées s'affrontent aux rives du Mtkvari dans la province de Samtskhé et Adarnassé inflige une défaite décisive aux envahisseurs. Nasrès prend refuge dans la ville d'Aspindza, où il est capturé et exécuté sous les ordres d'Adarnassé. La victoire de 888 met fin à l'invasion byzantine de la Transcaucasie et sécure l'indépendance de l'Arménie et des terres géorgiennes, tout en solidifiant la domination de la branche des Bagrations de Tao inférieur sur l'Ibérie. Liparit sécure quant à lui sa reconnaissance par Adarnassé comme duc de Kldekari et forme une puissante principauté qui sera la source d'instabilité civile jusqu'au XIIe siècle.

### Consolidation du pouvoir

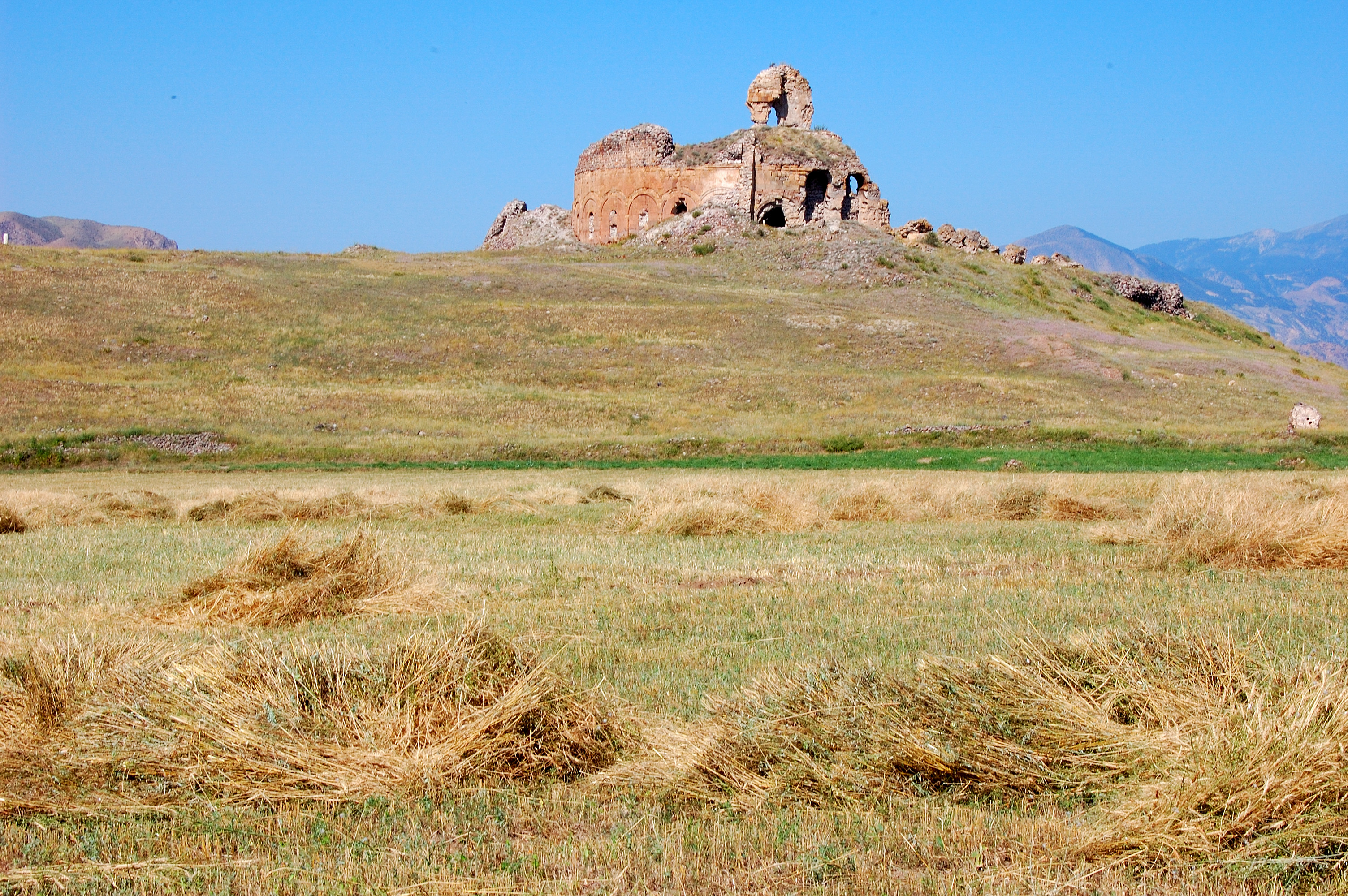
Ruines de la cathédrale de Bana

La victoire d'Adarnassé change le cours de l'histoire géorgienne quand, en 888, il adopte le titre de ქართუელთა მეფე (k'art'ouelt'a mephe), ou « Roi des Géorgiens ». Cette décision est non seulement une répétition de la décision similaire par Achot d'Arménie de 884, elle symbolise le retour de la monarchie royale en Géorgie, abolie lors de la conquête par la Perse sassanide en 523, plus de trois siècles auparavant. La proclamation d'un royaume des Géorgiens formalise ainsi la prétention d'Adarnassé et de sa lignée sur la Karthli, la province au cœur de la Géorgie moderne et alors au centre des ambitions de l'Abkhazie, l'Arménie, la Kakhétie, l'Émirat de Tiflis et Byzance. Une inscription sur le monastère de Samtavro indique qu'Adarnassé se serait fait couronné à Mtskheta, la capitale religieuse de la Géorgie, par le catholicos Arsène Ier dans un geste symbolique, malgré le fait que Mtskheta tombe au-dehors des frontières de son royaume.
L'importance géopolitique du geste d'Adarnassé est aussi remarquée par l'historiographie moderne : en prenant le titre de roi, il proclame son indépendance vis-à-vis le pouvoir autocratique de Byzance, qui ne permet pas de monarque au sein de l'empire autre que l'empereur. Cela signifie aussi une nouvelle direction de la politique extérieure des Bagrations, Adarnassé s'alliant avec l'Arménie et, par extension, avec le califat abbasside, malgré la décadence de ce dernier. Tandis que l'indépendance du Royaume des Géorgiens est reconnu par ses voisins, le statut des relations entre Adarnassé et l'Arménie n'est pas clair : selon l'historien Hovhannès V de Draskhanakert, la politique d'Adarnassé ne fait que suivre celle d'Achot d'Arménie, marquant une vassalité du nouveau roi envers son voisin arménien, mais Roïn Metreveli assume que les relations sont basées sur une reconnaissance bilatérale et le roi géorgien utilise la diplomatie arabo-arménienne pour déclarer son indépendance. Il reste à noter qu'Achot et ses descendants utilisent toutefois le titre de « Roi des rois des Arméniens et des Géorgiens », un symbole de la suprématie arménienne sur la région, tandis que les inscriptions contemporaines ne nomment Adarnassé que comme « roi »,,.

Il est possible qu'Adarnassé se fasse couronner au monastère de Samtavro

Adarnassé IV entame une politique d'expansion vers le sud, fortifiant la ville de Chavchétie et attachant de nombreuses provinces byzantines à son royaume, jusqu'à Erzurum. Les territoires du roi incluent alors une partie de la Karthlie, la Klardjétie et le Tao et prétend au pouvoir sur la totalité de l'est et du sud de la Géorgie,. Il se peut que cette expansion se fait avec l'accord de Constantinople, qui accepte la nouvelle situation en Transcaucasie et tente une réconciliation diplomatique. Ainsi, en 891, quand Adarnassé entre en conflit avec le curopalate Gourguen, Byzance ne vient pas assister ce dernier.
Adarnassé IV et le duc Bagrat d'Artanoudji s'allient contre Gourguen, qui dirige alors la province voisine de Samtskhé. En 891, les deux camps s'affrontent lors de la Bataille de Mglinavi dans la vallée d'Artanoudji, qui voit une défaite rapide de Gourguen et l'annexion de ses domaines à l'Artanoudji. Le roi prend en otage le curopalate mais celui-ci meurt de ses blessures. L'empire byzantin le reconnaît alors non seulement comme roi des Géorgiens, mais aussi comme curopalate d'Ibérie, sans pour autant changer l'orientation pro-arménienne d'Adarnassé. Les fils de Gourguen héritent néanmoins du duché de Tao supérieur, officiellement soumis au royaume des Géorgiens mais préservant un large degré d'autonomie.

### Alliance avec l'Arménie
L'alliance entre Adarnassé IV et l'Arménie se voit en 891, à la suite de la mort d'Achot Ier Bagratouni quand le roi des Géorgiens participe aux funérailles de son allié. En visitant l'Arménie, il rend d'abord visite au sparapet Abas, frère du défunt roi et gouverneur de Kars qui annonce lui-même ses prétentions sur le trône arménien, mais celui-ci, craignant le support d'Adarnassé envers l'héritier légitime Smbat Bagratouni, l'emprisonne et ne le libère qu'à la suite d'une négociation diplomatique des Géorgiens. À Erazgavors, Adarnassé rencontre un Smbat en deuil et l'engage à prendre activement contrôle de son royaume afin d'éviter sa division : il le vêtit des habits royaux et le couronne, formalisant la reconnaissance de Smbat Ier comme roi légitime d'Arménie par le Royaume des Géorgiens.

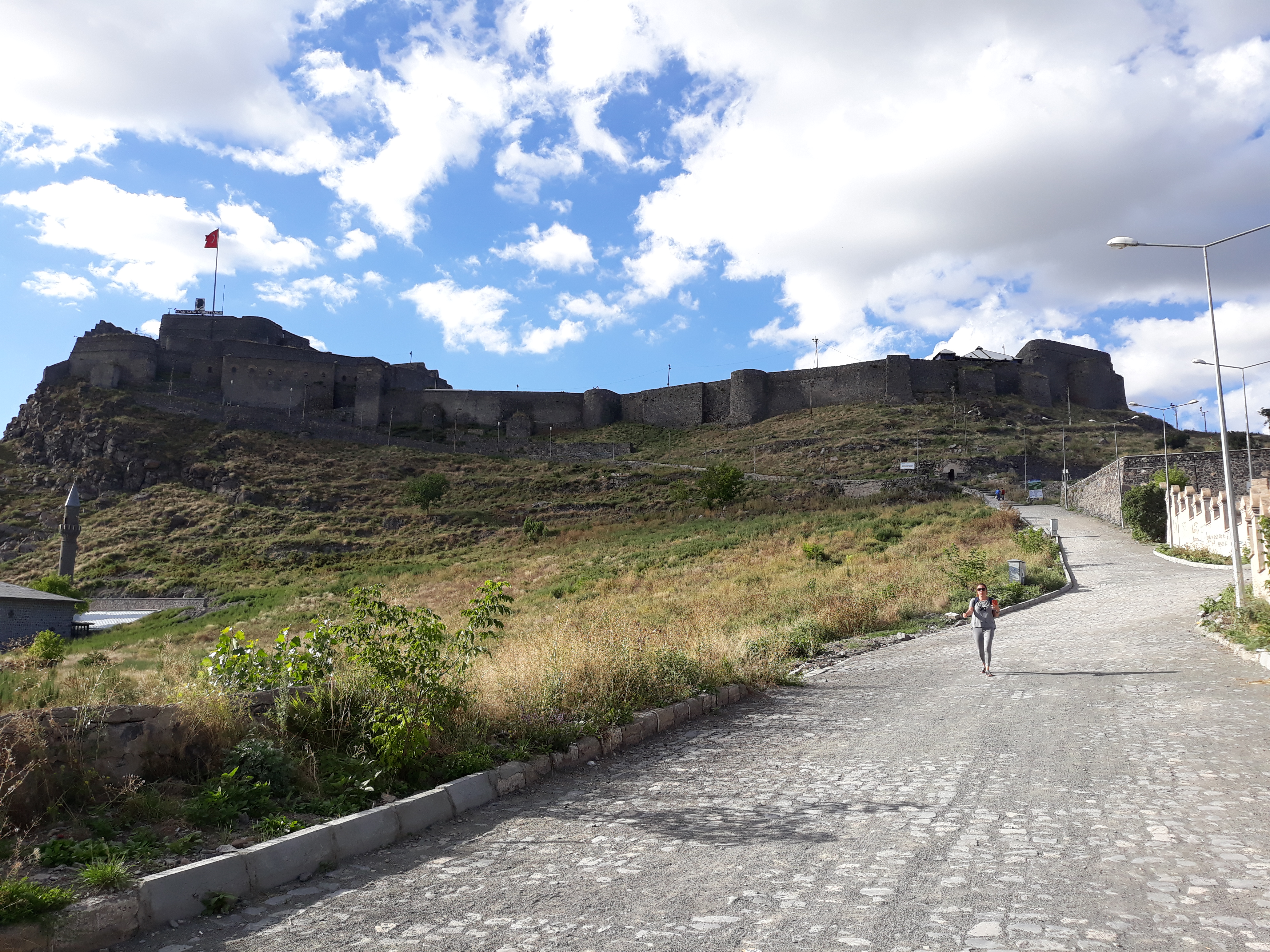
Adarnassé est emprisonné à la citadelle de Kars deux fois en 891.

Sur son chemin de retour, Adarnassé est à nouveau capturé par Abas, qui l'enferme dans la citadelle de Kars. Le catholicos arménien Georges II de Garni tente de négocier sa liberté en offrant deux villes stratégiques à Abas, tandis qu'Adarnassé lui offre son fils aîné David Bagration comme otage à sa place, en vain. Finalement, le roi Smbat assiège Abas, avant d'échanger sa liberté pour celle de son propre fils cadet Abas et pour le contrôle sur le Vaspourakan,.
En 895, Ahmad ibn Isa al-Shaybani, gouverneur arabe de Diyar Bakr, envahit le sud de l'Arménie. Smbat et Adarnassé forment ensemble une force de 60 000 à 100 000 hommes pour contenir l'envahisseur, mais celui-ci parvient à les vaincre à la suite de la trahison du général Gagik Aboumravan Arçrouni. En 896, Muhammad Ibn Abi'l-Saj, émir sajide d'Azerbaïdjan, envahit à son tour l'Arménie et réclame le soutien d'Adarnassé, qui refuse et vient de nouveau à l'aide de Smbat quand celui-ci perd Kars. Quand l'émir meurt de maladie en 901 et est remplacé par Devdad Ibn Muhammad qui fait la paix avec les chrétiens, Adarnassé participe à un banquet célébratoire avec son homologue arménien à Erazgavors. En 899, par acte d'amitié et pour confirmer les relations entre les deux rois, Smbat couronne à son tour Adarnassé comme roi des Géorgiens.
La situation change toutefois progressivement en Transcaucasie. Le prince Phadla Ier de Kakhétie et son successeur Kviriké Ier deviennent de plus en plus puissant en Géorgie orientale et poussent une politique amicale avec les Arabes de Tiflis et d'Azerbaïdjan, tandis que les petits nobles de Karthli profitent de l'attention d'Adarnassé vers le sud pour obtenir une large autonomie qui fait perdre le contrôle de facto de la région par le royaume des Géorgiens. Aux alentours de 900, Adarnassé IV, voyant l'incapabilité de l'Arménie de faire face proprement aux envahisseurs arabes et de faire balance aux pouvoirs croissants de la Kakhétie et de l'Abkhazie, commence lui-même à avoir des ambitions sur la domination totale de la Transcaucasie.

### Guerre contre l'Abkhazie

Étendue du royaume d'Abkhazie

L'influence de Smbat sur le royaume d'Adarnassé le place sur un chemin de collision direct avec l'Abkhazie, dont le roi Constantin III demeure un allié fidèle de Byzance. Au cœur du conflit est la domination sur la Karthli, centre stratégique de la Transcaucasie et officiellement sous la gouvernance d'Adarnassé. En 904, l'Abkhazie envahit la Karthli et une large armée capture la citadelle cruciale d'Ouplistsikhé, avant de dévaster le reste de la province. Adarnassé et Smbat forment un front uni d'opposition pour défendre le Gougark, une province arméno-géorgienne au sud de la Karthli, où le roi géorgien fait camp avec son homologue arménien.
Afin d'éviter une invasion totale de l'Arménie, Smbat décide d'entrer en négociations avec Constantin III, sans pour autant consulter Adarnassé. Durant un tour de pourparlers, celui-ci engage des soldats arméniens pour capturer Constantin III et le prendre en otage, avant de l'envoyer auprès de Smbat. Le roi d'Abkhazie est alors emprisonné à Ani, mettant fin à une guerre éphémère mais décisive : la Karthli retourne dans les territoires d'Adarnassé, tandis que le trône d'Abkhazie devient vacant de fait. À Koutaïssi, une faction de nobles abkhazes tentent de prendre le pouvoir par un coup d'État, une manœuvre rapidement soutenue par Adarnassé IV.
Bientôt, le manque de pouvoir en Abkhazie ouvre les portes à Adarnassé de créer un pouvoir important en Transcaucasie en prenant contrôle de son voisin et tentant d'unifier la Géorgie. Le roi Smbat, qui craigne une Géorgie unifiée indépendante plus qu'une Abkhazie pro-byzantine, décide de faire un accord avec Constantin III qui voit, après quatre mois de captivité, sa liberté et l'annexion de la Karthli à l'Abkhazie en échange d'une influence arménienne sur Koutaïssi et la nomination de gouverneurs arméniens dans les provinces abkhazes,.
L'annexion de la Karthli par l'Abkhazie change la balance de pouvoir en Transcaucasie jusqu'à l'unification du royaume de Géorgie en 1008. Adarnassé voit ce geste comme une trahison de Smbat, condamnant ainsi la proche alliance entre les deux rois.

### Rupture de l'alliance

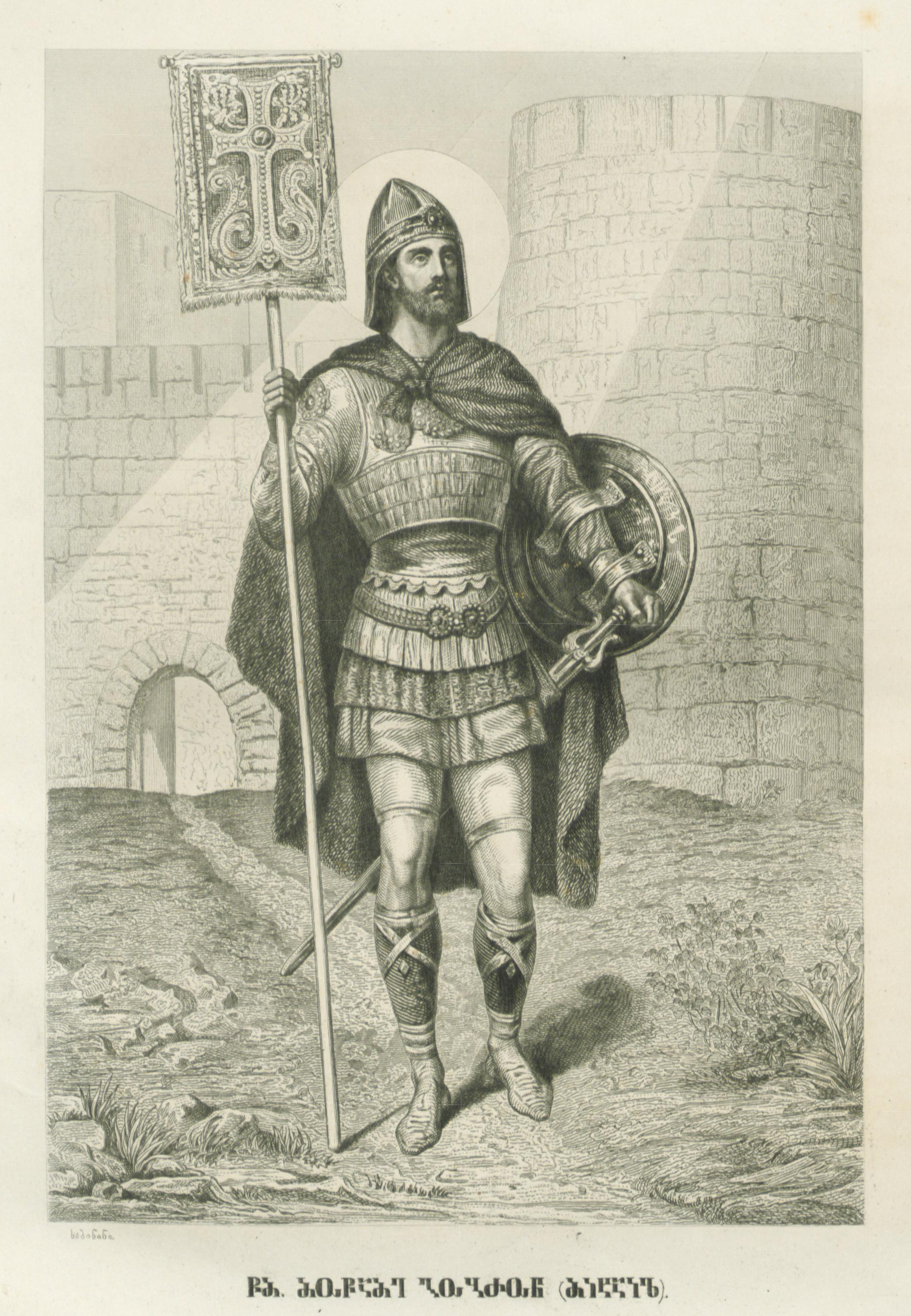
Saint Gobron

En 905, Adarnassé IV commence à développer un plan pour envahir l'Arménie, tuer le roi Smbat et déposer sa lignée du trône afin d'annexer son royaume à la nouvelle Géorgie,. Il est ainsi rejoint par des grands nobles arméniens qui lui proposent de prendre la couronne arménienne, dont un certain Hassan, un nakharar puissant d'Arménie occidentale. Il envahit la province du Chirak, avant de capturer la citadelle d'Ani avec l'aide d'Hassan. Smbat alors en voyage en Tachir, Adarnassé prend Erazgavors, la capitale arménienne, et envoie un bataillon pour assassiner le roi arménien, une tentative qui échoue quand des nobles changent leur alliance et alertent Smbat. Adarnassé est rapidement contraint d'abandonner ses conquêtes et se réfugie dans ses domaines du Tao inférieur, où il est défait lors d'une bataille. Il offre en gage de paix son fils aîné David comme otage à la cour arménienne et celui-ci aide Smbat à identifier ses traîtres. Smbat fait alors exécuter de nombreux nobles et envoie en exil en Abkhazie et à Byzance d'autres.
En 905, Yusuf Ibn Abi'l-Saj, émir sajide d'Azerbaïdjan, se révolte contre son suzerain abbasside et Smbat est instruit par le calife Al-Muktafi de mettre un terme à la rébellion. L'émir parvient toutefois à pénétrer en territoire géorgien et soumet la Kakhétie et l'émirat de Tiflis, avant de dévaster une première fois l'Arménie. Quand Smbat demande l'aide d'Adarnassé, celui-ci refuse et s'allie avec le Sajide, qui expulse les Abkhazes de la Karthli (retournant la province sous le contrôle d'Adarnassé),. En 907, Adarnassé se retrouve à nouveau du côté des envahisseurs quand ceux-ci ravagent l'Arménie une nouvelle fois.
En 909, Yusuf retourne pour dévaster la Transcaucasie et attaque le Samtskhé et la Djavakhétie, deux provinces faisant officiellement parti du Royaume des Géorgiens mais sous la direction du puissant duc Achot d'Artani,. En 912, il assiège Qoueli, qui est défendue par l'armée arménienne et, par manque de défense géorgienne, une milice menée par un jeune Gobron : celui-ci est éventuellement capturé et martyrisé par les Sajides avec 133 de ses troupes, tandis qu'Adarnassé tente en vain d'acheter leur liberté,. Tandis que le roi géorgien ne s'implique pas dans ce conflit et soutient Yusuf, les nombreuses invasions mènent à une famine dévastatrice dans ses domaines d'Adjarie et de Chavchétie.
En 914, Yusuf se dirige vers l'Arménie, forçant Smbat de se réfugier vers l'Abkhazie. Mais il est capturé sur son chemin par les troupes d'Adarnassé, qui le livrent à l'émir. Smbat est assassiné et Adarnassé envahit l'Arménie, empêchant le jeune Achot II de prendre la couronne. Yusuf expulse éventuellement Adarnassé de Karthli, mais le roi parvient à imposer sa domination sur le monde chrétien de Transcaucasie.

### Fin de règne
Yusuf fait de l'oncle de Smbat, Achot le Sparapet, roi d'Arménie en 914, tandis que le nouveau calife Al-Muqtadir accepte la nouvelle situation en Transcaucasie, pardonne Yusuf et reconnaît le sparapet comme roi. Adarnassé, toujours allié au Sajide, protège d'abord l'usurpateur contre Achot II, fils de Smbat, qui mène une guerre de résistance. Mais craignant la puissance d'Yusuf, le roi géorgien change de nouveau son allégeance et se dirige vers l'Arménie avec une large armée et couronne en 915 Achot II comme roi d'Arménie,, avec l'aide du nouveau roi Georges II d'Abkhazie. Adarnassé monte à la tête d'une résistance chrétienne transcaucasienne qui tente d'expulser les musulmans mais les ravages causés par le conflit sur les provinces arméniennes poussent le catholicos Hovhannès V à supplier Adarnassé de faire retraite, une demande acceptée par le roi géorgien.
Achot II, aidé par une force byzantine, capture finalement le pouvoir en 921-922 et la balance géopolitique régionale change de nouveau : l'Arménie d'Achot II et la Géorgie d'Adarnassé IV s'alignent vers Byzance et l'Abkhazie, mettant un terme à l'influence abbasside sur la région. Quand un complot d'assassinat d'Achot II est révélé être préparé par l'Abkhazie, Adarnassé et Achot font guerre contre Georges II.

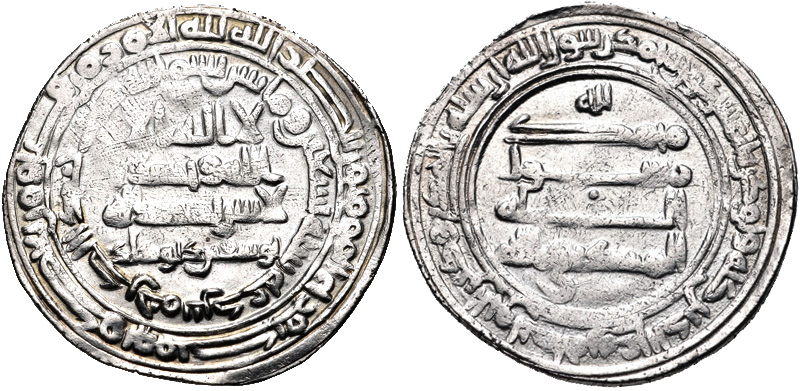
Monnaie d'Yusuf Ibn Abi'l-Saj

En 918, Gourguen II Bagration devient duc de Tao supérieur et son ambition l'oppose à Adarnassé et Achot quand il s'allie à Abas Bagratouni. Gourguen est vaincu lors d'une bataille en 922 mais cela ne suffit pas à atténuer ses aspirations et il grandit considérablement son pouvoir après la mort d'Adarnassé. Dans les derniers mois de son règne, Sahak Sevada, roi de Gardman, envahit les territoires d'Adarnassé et ce dernier parvient à l'expulser avec l'aide d'Achot II.
Ses domaines s'étendant jusqu'à Erzurum après avoir reçu de nombreux territoires byzantins en présents, Adarnasse IV consacre la fin de son règne à construire de nombreuses églises à travers son royaume. Il meurt finalement en 923, laissant le royaume des Géorgiens à son fils aîné David. Byzance, au lieu de solidifer le règne de ce dernier, continue son ancienne politique de division et offre le titre de curopalate au second fils d'Adarnassé, Achot. Bagrat Bagration, troisième fils, devient quant à lui magistros.

## Famille
Adarnassé IV donne naissance à plusieurs enfants, dont :
- David Bagration (mort en 937), roi des Géorgiens (923-937) ;
- Achot Bagration (mort en 954), duc de Tao inférieur (941-954) ;
- Bagrat Bagration (mort en 945), magistros ;
- Soumbat Bagration (mort en 958), roi des Géorgiens (937-958) ;
- une fille, épouse de Constantin III d'Abkhazie ;
- une fille (probable), épouse d'Abas le Sparapet.